# 因·約翰·德波登
因·約翰·德波登（荷蘭語：Jan Johan ter Poorten）是荷蘭的軟體動物學家，荷蘭軟體動物學會會員。

## 生平
他現時是美國伊利諾州芝加哥的菲爾德自然歷史博物館的研究員，專長於鳥蛤科物種的分類。
在2002年被命名的棘刺鸟蛤属物種Vepricardium vidali Ter Poorten & Dekker, 2002就是由他和他的一位同僚共同命名。
此外，他亦是WoRMS有關蛤類生物條目的活躍編輯。